# Magnus Lindberg (sångare)
Erik Magnus Lindberg, född 21 maj 1952 i Näshulta församling, Södermanlands län, död 26 februari 2019 i Kungsholmens distrikt, Stockholm, var en svensk sångare, musiker och kompositör.

## Biografi
Lindberg var medlem i gruppen Landslaget och därefter i Grymlings men var ändå främst soloartist. Han arbetade under 1970-talet som musiklärare i Runbyskolan i Upplands Väsby och under 1980-talet  i Fridhemsskolan och Hagalundskolan i Solna kommun. Han jobbade även som musik- och gymnastiklärare i Husbyskolan i Husby, Stockholm. 
Han spelade 1976 in en duett med Anni-Frid Lyngstad ("Ljusterö") som återfinns på det självbetitlade albumet från samma år. 2010 släpptes albumet Vita lögner + svarta ballader tillsammans med Basse Wickman med tonsatta texter av bland andra Dan Andersson, Karin Boye, Stig Dagerman och Nils Ferlin.
Magnus Lindberg är begravd på Bromma kyrkogård.

## Diskografi

### Solo
- Magnus Lindberg (1976)
- Som natt och dag (1978)
- Röda läppar (1981)
- I en hand (1982)
- Det kommer en vind (1989)
- Diamanter 1974-93 (1993) — Samling
- Ljus i natten (1999)
- Tur och retur (2000)
- Diamanter (2004) — Samling nr 2
- På bergets topp (2004)
- Jag är inte ensam (2006)
- Ett eget liv (2009)
- Vita lögner + svarta ballader, Magnus Lindberg & Basse Wickman (2010)
- Magnus Lindbergs Skörd (2018)

### Grymlings
- Grymlings (1990)
- Grymlings II (1992)
- Grymlings III (2005)